# Аннино (Пензенская область)
А́ннино — деревня Малосергиевского сельсовета Тамалинского района Пензенской области. На 1 января 2004 года — 27 хозяйств, 52 жителя.

## География
Село расположено на юго–западе Тамалинского района, в 6 км к северо–западу от центра сельсовета —  села Малая Сергиевка.

## История
По исследованиям историка — краеведа Полубоярова М. С., образована как деревня на землях князя Голицина–Прозоровского, в составе Балашовского уезда Саратовской губернии. В 1911 году в Аннино — школа, церковь. С 1926 года — центр сельсовета, с 1939 года — в составе Шунькинского сельского совета, затем — в Малосергиевском сельсовете. В 50-х годах XX века в деревне базировалась бригада колхоза имени В. М. Молотова.

## Численность населения
| год                | 1859 | 1911 | 1926 | 1939 | 1959 | 1979 | 1989 | 1996 | 2004 |
| ------------------ | ---- | ---- | ---- | ---- | ---- | ---- | ---- | ---- | ---- |
| количество жителей | 218  | 533  | 674  | 531  | 338  | 163  | 81   | 83   | 52   |

## Улицы
- Аннинская.